# Іван Ернандес
Іван Ернандес (ісп. Iván Hernández, нар. 27 лютого 1980, Мадрид) — іспанський футболіст, що грав на позиції центрального захисника, зокрема за «Спортінг» (Хіхон).

## Ігрова кар'єра
Народився 27 лютого 1980 року в Мадриді. У дорослому футболі дебютував 2001 року виступами за другу команду місцевого «Атлетіко», де провів один сезон у Сегунді Б.
Наступного року став гравцем «Алькоркона», ще однієї команди третього іспанського дивізіону, а ще за рік уклав контракт із «Малагою». Щоправда до складу основної команди цього клубу не пробився і протягом двох років виступав за його другу команду в Сегунді.
Протягом 2005–2007 років відіграв два сезони у тому ж другому дивізіоні за «Реал Вальядолід» і допоміг команді здобути підвищення в класі до Ла-Ліги. Щоправда там команда почала змагання без Ернандеса, який влітку 2007 року перейшов до хіхонського «Спортінга». Із цією командою у першому ж сезоні 2007/08 також підвищився в класі і в сезоні 2007/08 27-річний центрбек дебютував у найвищому іспанському дивізіоні. Там він відіграв чотири роки, після чого хіхонці знову вибули до Сегунди, де Ернандес і провів заключні сезони своєї кар'єри, оголосивши про її завершення у 2015 році.